# Montirat (Tarn)
Montirat est une commune française située dans le département du Tarn, en région Occitanie. Sur le plan historique et culturel, la commune est dans le Ségala, un territoire s'étendant sur les départements du Tarn et de l'Aveyron, constitué de longs plateaux schisteux, morcelés d'étroites vallées.
Exposée à un climat océanique altéré, elle est drainée par le Viaur, le ruisseau de Candour, le ruisseau de Lizert et par divers autres petits cours d'eau. La commune possède un patrimoine naturel remarquable : un site Natura 2000 (Les « vallées du Tarn, de l'Aveyron, du Viaur, de l'Agout et du Gijou ») et deux zones naturelles d'intérêt écologique, faunistique et floristique.
Montirat est une commune rurale qui compte 266 habitants en 2022, après avoir connu un pic de population de 2 535 habitants en 1866. Ses habitants sont appelés les Montiratois ou  Montiratoises.

## Géographie

### Localisation
La commune se situe dans le nord du département du Tarn, à 23 km au sud de Villefranche-de-Rouergue et à 24 km au nord d'Albi. Elle est limitrophe du département de l'Aveyron.

### Communes limitrophes
Les communes limitrophes sont  Bor-et-Bar, Jouqueviel, Le Ségur, Mirandol-Bourgnounac, Monestiés, Saint-André-de-Najac, Saint-Christophe et Trévien.
| Saint-André-de-Najac (Aveyron) | Bor-et-Bar (Aveyron) | Jouqueviel           |
| Saint-Christophe               | Montirat             | Mirandol-Bourgnounac |
| Le Ségur                       | Monestiés            | Trévien              |

### Hydrographie
La commune est dans le bassin de la Garonne, au sein du bassin hydrographique Adour-Garonne. Elle est drainée par le Viaur, le ruisseau de Candour, le ruisseau de Lizert, le ruisseau de Cendrou, le ruisseau de Curbinier, le ruisseau de la Mine, le ruisseau de Sagnas, le ruisseau du Mas del Riou et par divers petits cours d'eau, qui constituent un réseau hydrographique de 36 km de longueur totale,.
Le Viaur, d'une longueur totale de 168 km, prend sa source dans la commune de Vézins-de-Lévézou et s'écoule d'est en ouest. Il traverse la commune et se jette dans l'Aveyron à Laguépie, après avoir traversé 30 communes.

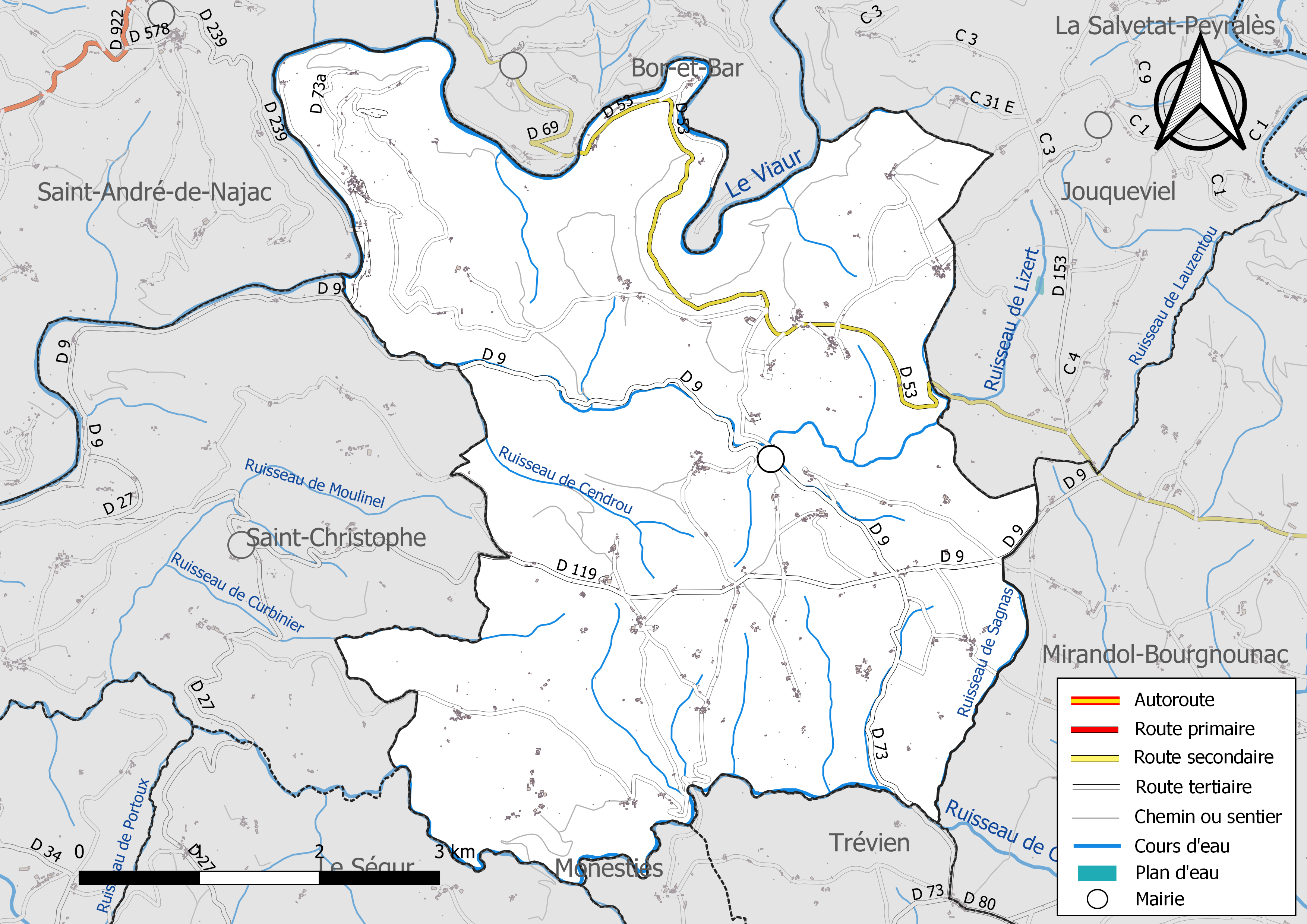
Réseaux hydrographique et routier de Montirat.

Le ruisseau de Candour, d'une longueur totale de 19,1 km, prend sa source dans la commune de Mirandol-Bourgnounac et s'écoule d'est en ouest. Il traverse la commune et se jette dans le Viaur à Saint-André-de-Najac, après avoir traversé 9 communes.

### Climat
Pour des articles plus généraux, voir Climat de l'Occitanie et Climat du Tarn.
En 2010, le climat de la commune est de type climat océanique altéré, selon une étude du Centre national de la recherche scientifique s'appuyant sur une série de données couvrant la période 1971-2000. En 2020, Météo-France publie une typologie des climats de la France métropolitaine dans laquelle la commune est toujours exposée à un climat océanique altéré et est dans la région climatique Sud-est du Massif Central, caractérisée par une pluviométrie annuelle de 1 000 à 1 500 mm, minimale en été, maximale en automne.
Pour la période 1971-2000, la température annuelle moyenne est de 11,9 °C, avec une amplitude thermique annuelle de 15,5 °C. Le cumul annuel moyen de précipitations est de 989 mm, avec 11,5 jours de précipitations en janvier et 6,3 jours en juillet. Pour la période 1991-2020, la température moyenne annuelle observée sur la station météorologique de Météo-France la plus proche, « Monteils », sur la commune de Monteils à 16 km à vol d'oiseau, est de 12,8 °C et le cumul annuel moyen de précipitations est de 898,8 mm. 
La température maximale relevée sur cette station est de 41,8 °C, atteinte le 23 août 2023 ; la température minimale est de −15,7 °C, atteinte le 6 février 2012,,.
Les paramètres climatiques de la commune ont été estimés pour le milieu du siècle (2041-2070) selon différents scénarios d'émission de gaz à effet de serre à partir des nouvelles projections climatiques de référence DRIAS-2020. Ils sont consultables sur un site dédié publié par Météo-France en novembre 2022.

### Milieux naturels et biodiversité

#### Réseau Natura 2000

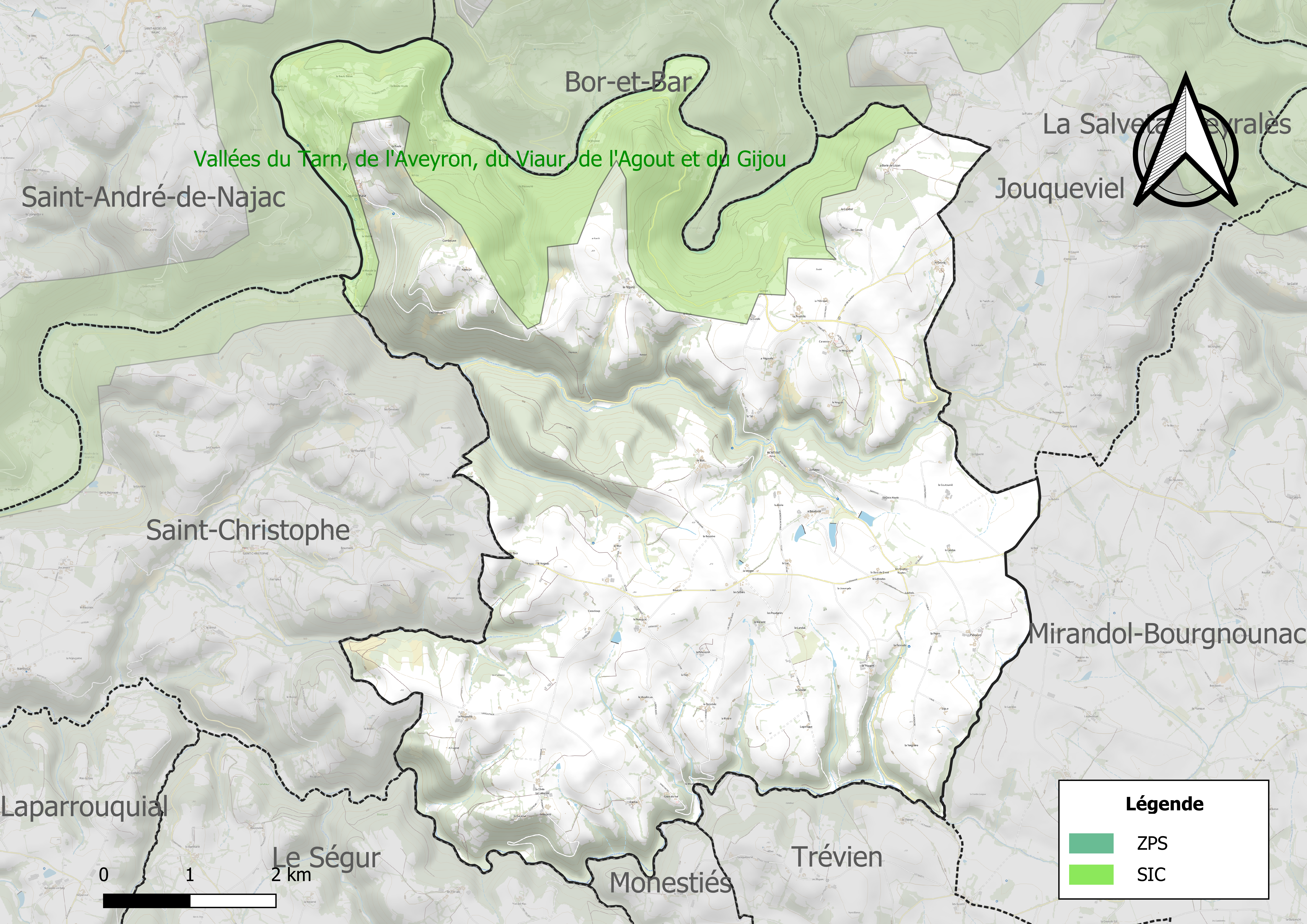
Site Natura 2000 sur le territoire communal.

Le réseau Natura 2000 est un réseau écologique européen de sites naturels d'intérêt écologique élaboré à partir des directives habitats et oiseaux, constitué de zones spéciales de conservation (ZSC) et de zones de protection spéciale (ZPS).
Un site Natura 2000 a été défini sur la commune au titre de la directive habitats : Les « vallées du Tarn, de l'Aveyron, du Viaur, de l'Agout et du Gijou », d'une superficie de 17 144 ha, s'étendant sur 136 communes dont 41 dans l'Aveyron, 8 en Haute-Garonne, 50 dans le Tarn et 37 dans le Tarn-et-Garonne. Elles présentent une très grande diversité d'habitats et d'espèces dans ce vaste réseau de cours d'eau et de gorges. La présence de la Loutre d'Europe et de la moule perlière d'eau douce est également d'un intérêt majeur.

#### Zones naturelles d'intérêt écologique, faunistique et floristique
L’inventaire des zones naturelles d'intérêt écologique, faunistique et floristique (ZNIEFF) a pour objectif de réaliser une couverture des zones les plus intéressantes sur le plan écologique, essentiellement dans la perspective d’améliorer la connaissance du patrimoine naturel national et de fournir aux différents décideurs un outil d’aide à la prise en compte de l’environnement dans l’aménagement du territoire.
Une ZNIEFF de type 1 est recensée sur la commune :
la « basse vallée du Viaur » (3 509 ha), couvrant 11 communes dont cinq dans l'Aveyron, cinq dans le Tarn et une dans le Tarn-et-Garonne et une ZNIEFF de type 2, : 
la « vallée du Viaur et ses affluents » (27 587 ha), couvrant 56 communes dont 45 dans l'Aveyron, dix dans le Tarn et une dans le Tarn-et-Garonne.

Carte des ZNIEFF de type 1 et 2 à Montirat.
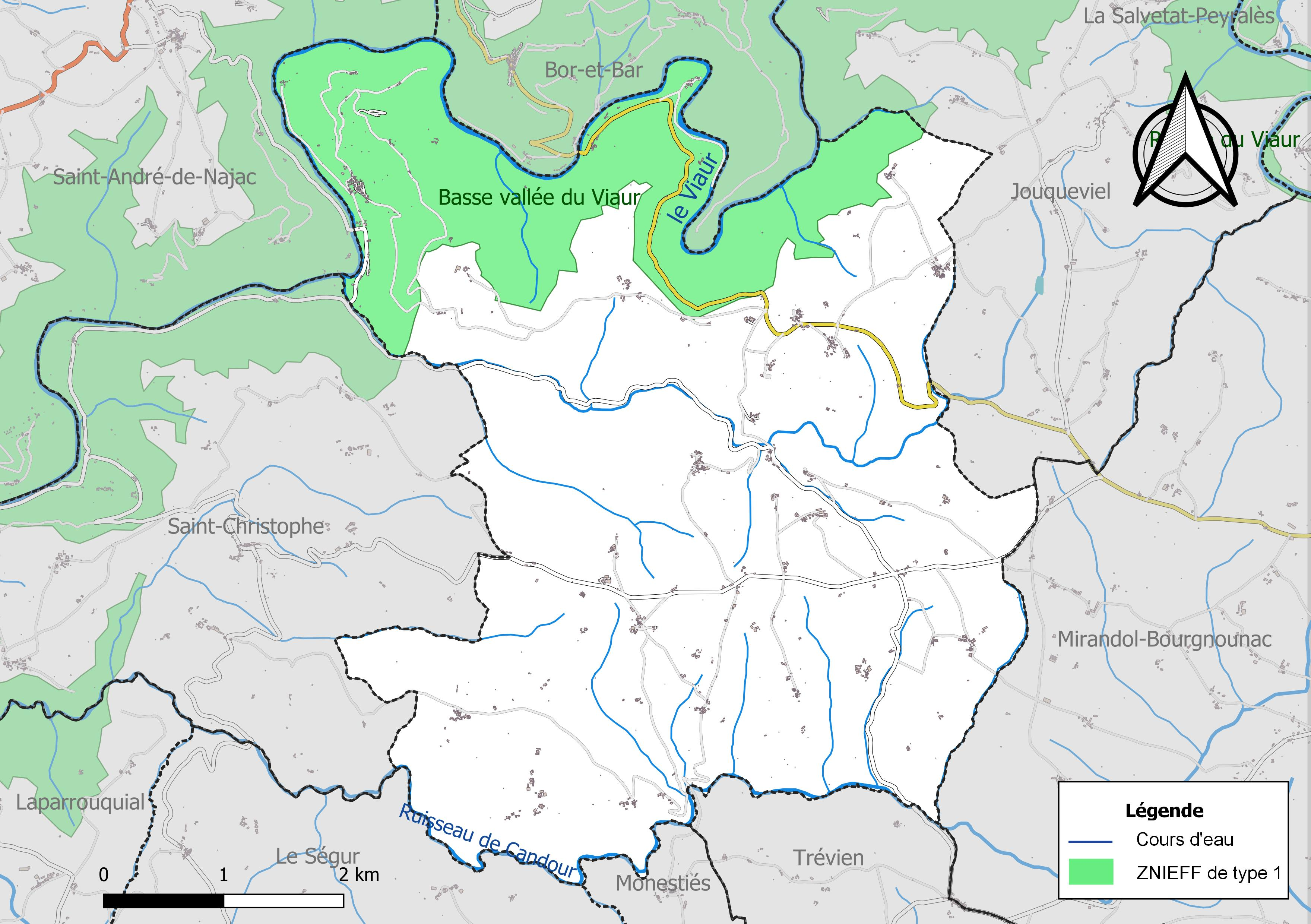
Carte de la ZNIEFF de type 1 sur la commune.
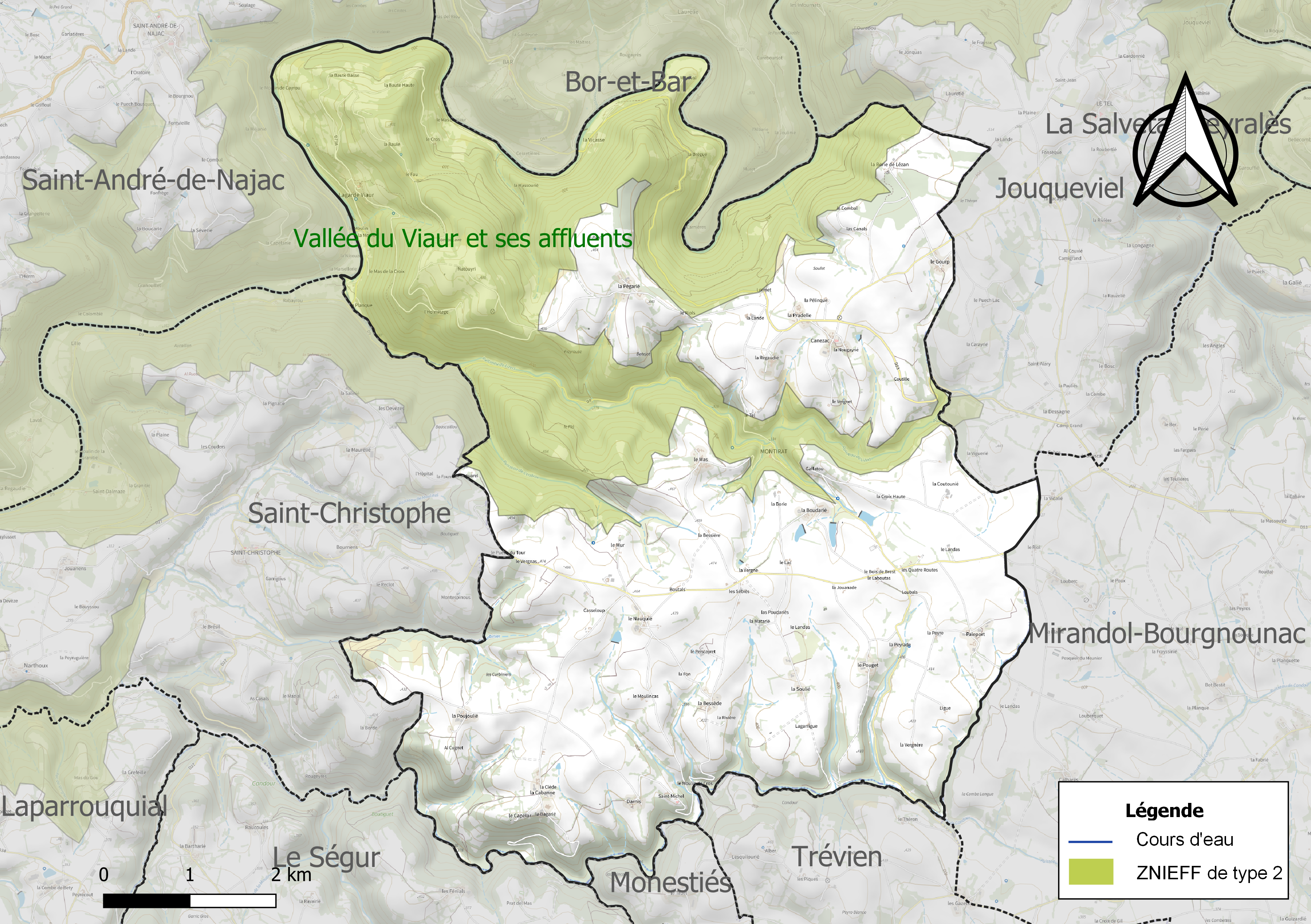
Carte de la ZNIEFF de type 2 sur la commune.

## Urbanisme

### Typologie
Au 1er janvier 2024, Montirat est catégorisée commune rurale à habitat très dispersé, selon la nouvelle grille communale de densité à sept niveaux définie par l'Insee en 2022.
Elle est située hors unité urbaine et hors attraction des villes,.

### Occupation des sols
L'occupation des sols de la commune, telle qu'elle ressort de la base de données européenne d’occupation biophysique des sols Corine Land Cover (CLC), est marquée par l'importance des territoires agricoles (60,5 % en 2018), une proportion sensiblement équivalente à celle de 1990 (61 %). La répartition détaillée en 2018 est la suivante : 
forêts (39,5 %), terres arables (26 %), prairies (24,1 %), zones agricoles hétérogènes (10,4 %). L'évolution de l’occupation des sols de la commune et de ses infrastructures peut être observée sur les différentes représentations cartographiques du territoire : la carte de Cassini (XVIIIe siècle), la carte d'état-major (1820-1866) et les cartes ou photos aériennes de l'IGN pour la période actuelle (1950 à aujourd'hui).

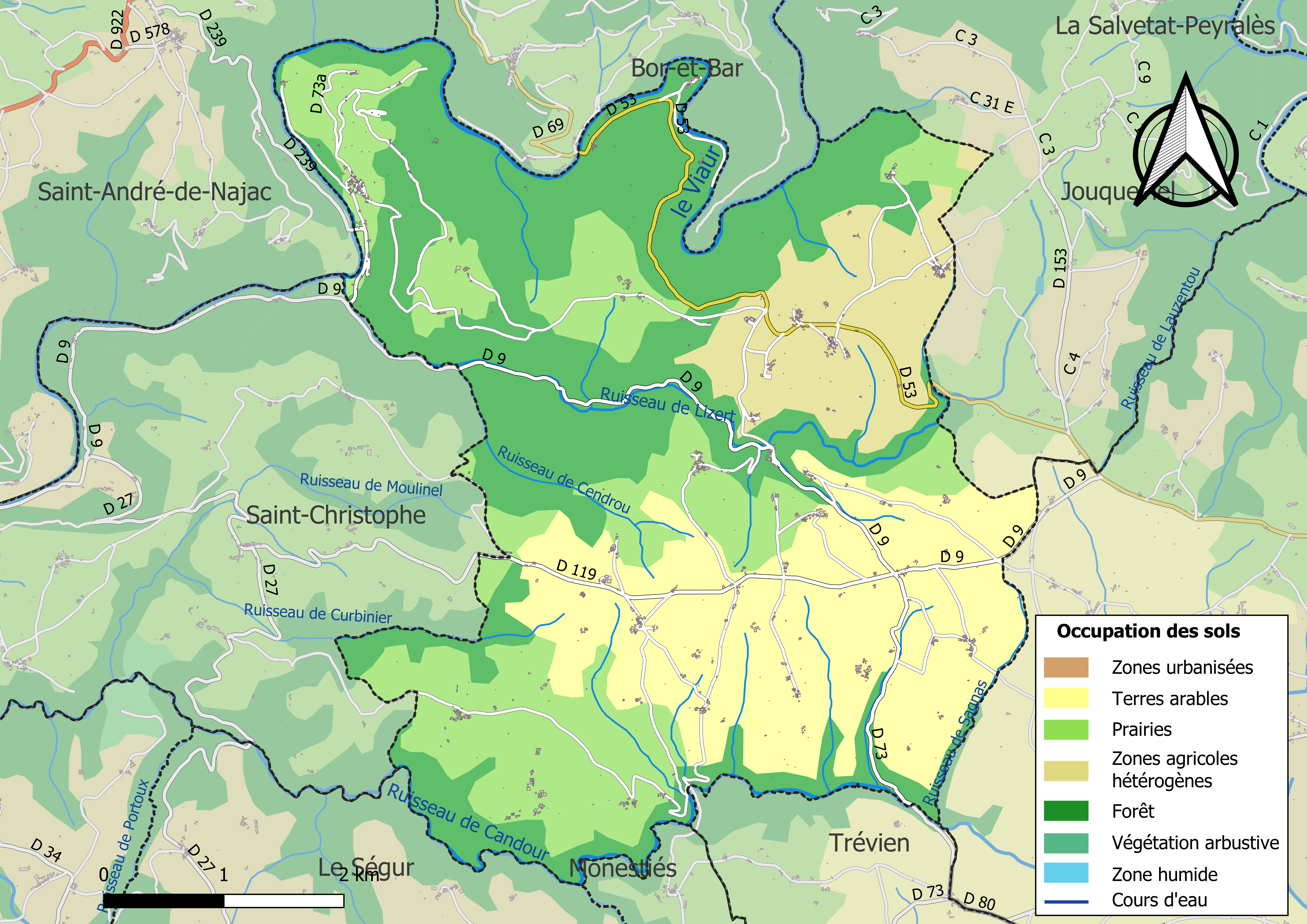
Carte des infrastructures et de l'occupation des sols de la commune en 2018 (CLC).

### Risques majeurs
Le territoire de la commune de Montirat est vulnérable à différents aléas naturels : météorologiques (tempête, orage, neige, grand froid, canicule ou sécheresse), inondations, feux de forêts, mouvements de terrains et séisme (sismicité très faible). Il est également exposé à deux risques technologiques, le transport de matières dangereuses et la rupture d'un barrage, et à un risque particulier : le risque de radon. Un site publié par le BRGM permet d'évaluer simplement et rapidement les risques d'un bien localisé soit par son adresse soit par le numéro de sa parcelle.

#### Risques naturels
Certaines parties du territoire communal sont susceptibles d’être affectées par le risque d’inondation par débordement de cours d'eau, notamment le Viaur et le ruisseau de Candour. La cartographie des zones inondables en ex-Midi-Pyrénées réalisée dans le cadre du XIe Contrat de plan État-région, visant à informer les citoyens et les décideurs sur le risque d’inondation, est accessible sur le site de la DREAL Occitanie. La commune a été reconnue en état de catastrophe naturelle au titre des dommages causés par les inondations et coulées de boue survenues en 1982,.
Montirat est exposée au risque de feu de forêt. En 2022, il n'existe pas de Plan de Prévention des Risques incendie de forêt (PPRif). Le débroussaillement aux abords des maisons constitue l’une des meilleures protections pour les particuliers contre le feu,.

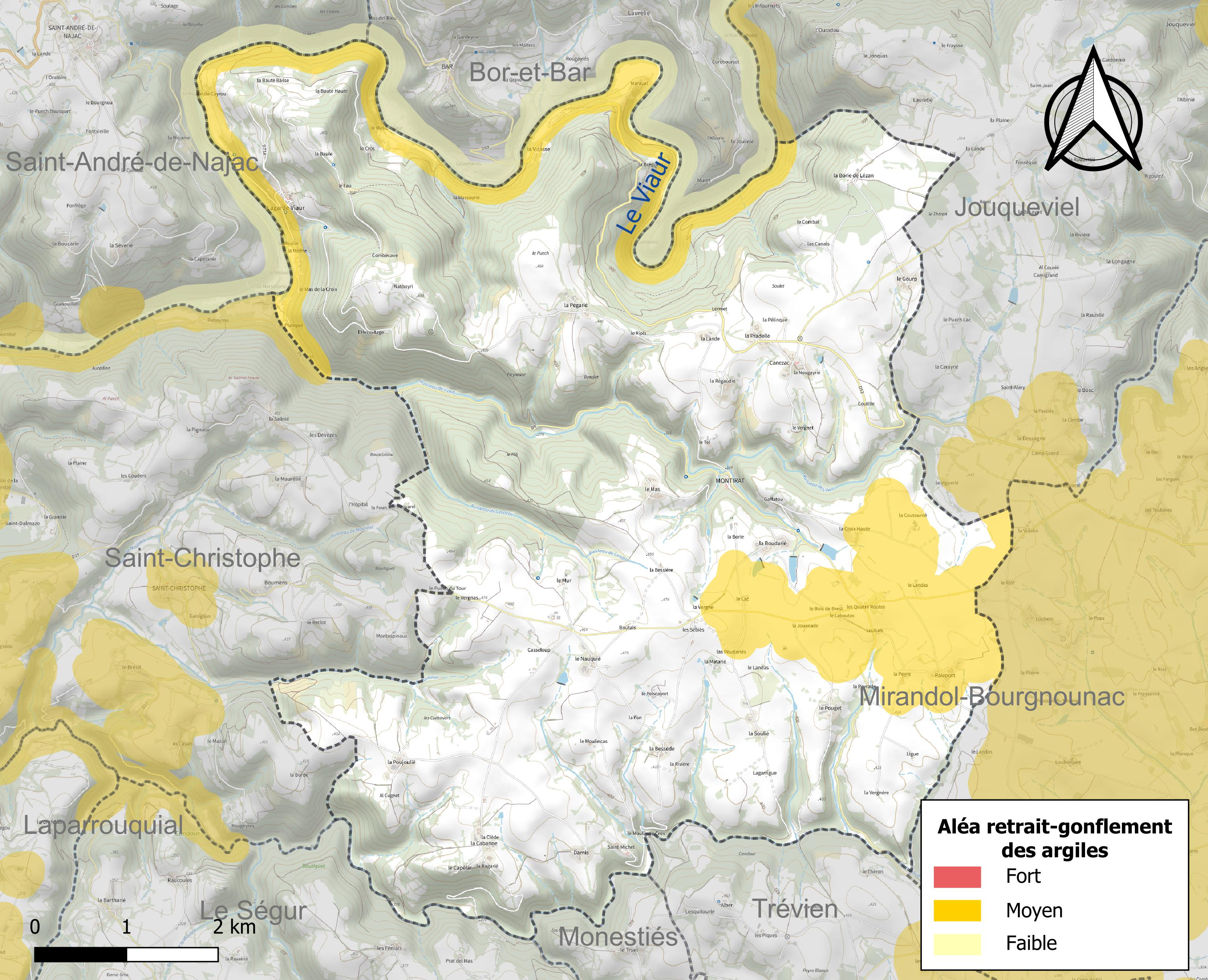
Carte des zones d'aléa retrait-gonflement des sols argileux de Montirat.

La commune est vulnérable au risque de mouvements de terrains constitué principalement du retrait-gonflement des sols argileux. Cet aléa est susceptible d'engendrer des dommages importants aux bâtiments en cas d’alternance de périodes de sécheresse et de pluie. 14,5 % de la superficie communale est en aléa moyen ou fort (76,3 % au niveau départemental et 48,5 % au niveau national). Sur les 269 bâtiments dénombrés sur la commune en 2019, 54 sont en aléa moyen ou fort, soit 20 %, à comparer aux 90 % au niveau départemental et 54 % au niveau national. Une cartographie de l'exposition du territoire national au retrait gonflement des sols argileux est disponible sur le site du BRGM,.
Par ailleurs, afin de mieux appréhender le risque d’affaissement de terrain, l'inventaire national des cavités souterraines permet de localiser celles situées sur la commune.

#### Risques technologiques
Le risque de transport de matières dangereuses sur la commune est lié à sa traversée par des infrastructures routières ou ferroviaires importantes ou la présence d'une canalisation de transport d'hydrocarbures. Un accident se produisant sur de telles infrastructures est susceptible d’avoir des effets graves sur les biens, les personnes ou l'environnement, selon la nature du matériau transporté. Des dispositions d’urbanisme peuvent être préconisées en conséquence.
La commune est en outre située en aval d'un barrage de classe A. À ce titre elle est susceptible d’être touchée par l’onde de submersion consécutive à la rupture de cet ouvrage.

#### Risque particulier
Dans plusieurs parties du territoire national, le radon, accumulé dans certains logements ou autres locaux, peut constituer une source significative d’exposition de la population aux rayonnements ionisants. Certaines communes du département sont concernées par le risque radon à un niveau plus ou moins élevé. Selon la classification de 2018, la commune de Montirat est classée en zone 3, à savoir zone à potentiel radon significatif.

## Histoire

### Des cathares aux guerres de religion
Lagarde-Viaur dans son décor théâtral à mi-flanc des pentes du Viaur a toujours été le village le plus peuplé de la commune de Montirat. Dans cette commune, deux passages permettaient autrefois de traverser le Viaur et de communiquer avec le Rouergue voisin : la Vicasse dans la paroisse de Canezac et la Nicouse, près de Lagarde-Viaur. C’est ce rôle de poste-frontière à la limite de deux provinces qui explique sans doute le développement relativement important du village de Lagarde. Au XVIIIe siècle, il n'existait pas encore de pont et la traversée s’y faisait au moyen d'un bac. Après une passerelle de bois en 1860, un pont de pierre y sera construit en 1875.
La croisade des Albigeois au XIIIe siècle n'a pas épargné la région qui était atteinte en profondeur par le catharisme comme le montrent les registres de l'Inquisition qui sévit après le traité de Paris contre les Parfaits ou les sympathisants cathares de la région de Cordes et de Najac. Montirat et Lagarde subirent les conséquences de la croisade : le 11 mai 1232, une sentence arbitrale terminait un différend existant entre l'évêque d'Albi et le comte Raymond VII de Toulouse, au sujet de leurs droits respectifs sur les châteaux de Montirat, Monestiès et Virac. En échange de la renonciation de l'évêque à ses droits sur Virac, le comte lui cédait sous réserve de l'hommage le château et la terre de Montirat. Saure et Béatrix, les deux filles de Géraud de Cadoule qui possédait Lagarde-Viaur, avaient épousé respectivement vers 1230 Ozil de Morlhon et Pons de Saint-Privat. Ozil de Morlhon, déjà dépouillé de ses biens en 1214 par Simon de Montfort, les avait recouvrés après les victoires de Raymond VII mais, suspect d'hérésie, il dut se dessaisir d'une partie importante de ses terres en Rouergue au profit de l'évêque de Rodez et vit ses possessions de l'Albigeois, dont Lagarde-Viaur qui lui venait de son épouse, confisquées par l'évêque d'Albi pour crime d'hérésie. À la suite de l'échange de 1232 et de cette confiscation, quasiment toute la communauté de Montirat se trouva relever du point de vue temporel de l'évêque d'Albi. Un accord intervint en 1282 entre ce dernier et le roi de France Philippe III le Hardi, confirmant pour l'évêque la possession de Montirat et de Lagarde-Viaur.
À partir de 1348, la terrible épidémie de peste noire fit plus que décimer la vallée du Viaur.
En 1360, le traité de Brétigny donnait le Rouergue au roi d'Angleterre, l'Albigeois restant au roi de France. La vallée du Viaur devenait la frontière des possessions des deux souverains. Elle se couvrit alors de châteaux et de lieux fortifiés : Thuriès, Mirandol, Lagarde-Viaur, Laguépie entre autres.
Au début du XVe siècle, ce sont les compagnies de routiers qui dévastent la région, attirées par un conflit mettant aux prises deux candidats à l'évêché d'Albi : Robert Dauphin et Bernard de Casilhac, ce dernier soutenu par les seigneurs locaux qui s'emparent en 1436 de Montirat et y placent comme capitaine Flotard de Bar. Robert Dauphin avait pris à son service le mercenaire Rodrigue de Villandrando qui, à titre de représailles, met à feu et à sang la terre de Bar et Guillaume dit Guillot d'Estaing, sénéchal de Rouergue assiège Montirat et l'emporte d'assaut le 3 mai 1437 après 3 jours de siège.
Dès le début du XVIe siècle, la vallée est à nouveau entièrement repeuplée et c’est sans doute de cette époque de prospérité entre 1500 et 1550 que date la construction de l’église de Lagarde-Viaur.
Mais la deuxième moitié du siècle voit à nouveau s'abattre les épreuves avec les guerres religieuses entre catholiques et protestants. Hormis quelques seigneurs locaux comme celui de Laguépie, la quasi-totalité de la vallée du Viaur reste catholique mais ceci ne l'empêche pas de servir de champ de bataille aux affrontements entre les bandes armées des deux camps.
En 1570, Lagarde-Viaur possède une garnison de trente hommes d'armes commandée par le capitaine de Roquefeuil seigneur de la Salle. En 1581, les protestants s'emparent de la ville et le capitaine catholique La Valette de Cornusson vient y mettre le siège, la reprenant et passant au fil de l'épée tous ses défenseurs. En 1595, Montirat et Lagarde sont détachées de la Ligue et reçoivent une garnison royaliste. C’est l’Édit de Nantes en 1598 qui ramène la paix dans la vallée du Viaur comme dans le reste du pays.

### La baronnie de Montirat
Les guerres religieuses avaient mis à forte contribution l'évêque d'Albi contraint d'entretenir une nombreuse armée pour combattre les protestants de son diocèse. Pour se procurer les ressources nécessaires à leur entretien, il dut vendre une partie de ces domaines. Et c'est ainsi qu'en 1565 et 1572 le cardinal Strozzi avait cédé - avec cependant une clause de rachat - les seigneuries de Lagarde-Viaur et de Montirat à un riche marchand du lieu, Guillaume Ginestel.
Grâce à cet achat, les Ginestel devinrent durant quelques années seigneurs de Montirat et Lagarde-Viaur, s'intitulant « barons de Montirat et vicomtes de Lagarde-Viaur ». Guillaume Ginestel s'attribua même la particule et devint Guillaume de Ginestel. Très riche, il possédait une dizaine de métairies dans la communauté de Montirat et dans celle voisine de Saint-André en Rouergue. Cependant, lorsque la situation financière de l'évêque d'Albi se fut rétablie, celui-ci voulut faire jouer la clause de rachat associée à l'acte de vente mais Guillaume de Ginestel fit des difficultés pour se dessaisir de ses acquisitions. En 1580, Jean Bories, procureur de l'évêque Julien de Médicis requiert Guillaume de remettre à l'évêque les deux seigneuries. Guillaume étant absent, son fils Bernard répond qu'il a toujours vu jouir son père de ces terres depuis sept ou huit ans. En 1581, les seigneuries sont officiellement réincorporées au domaine temporel de l'évêché d'Albi mais les Ginestel poursuivent la procédure et obtiennent un arrêt du Grand Conseil à Paris en leur faveur. L'affaire se complique par l'entrée en lice d'une autre famille, les du Maine, barons quercinois, qui en raison de dettes des Ginestel à leur égard se retrouvent possesseurs de droits sur ces seigneuries. En 1644, lors de l'établissement du nouveau cadastre de Montirat, François du Maine sera encore le propriétaire du moulin de Lagarde-Viaur. Les Ginestel semblent avoir définitivement renoncé à leurs prétentions sur Lagarde en 1609/1610. Il faut dire qu’avec le partage de la fortune de Guillaume de Ginestel à sa mort en 1589 entre ses six fils, la puissance de la famille s'était bien amoindrie. Les Ginestel continueront de porter des titres d’apparence nobiliaire, mais ce sera désormais du nom de leurs diverses métairies : pour la branche aînée sieurs de Granouillet, Narthoux et la Combarie, pour les branches cadettes sieurs de Caylusset, Laval, Brésil, Rougeyres ou Bournens. Au cours du XVIIe siècle, les seigneuries de Montirat et Lagarde-Viaur seront une nouvelle fois vendues sans doute vers 1645, cette fois au seigneur de Trévien, Bernard de Castelpers. Mais une nouvelle fois cette aliénation à un seigneur laïc fut éphémère : le fils de l'acquéreur, Charles de Castelpers, revendit le 8 décembre 1663 à l'évêque d'Albi Gaspard de Daillon du Lude les deux seigneuries. En 1688, un accord intervint entre Isabeau de Maran, veuve de Charles de Castelpers et Henri de Daillon du Lude, neveu et héritier de l'évêque, concernant les rentes qui grevaient les seigneuries vendues. À la suite des péripéties judiciaires consécutives au testament de l'évêque Gaspard de Daillon du Lude qui avait fait héritier son neveu Henri, les seigneuries de Montirat et Lagarde-Viaur restèrent unies au domaine temporel de l'archevêché d'Albi mais les fiefs de niveau inférieur demeurèrent entre les mains de l'héritier désigné, Henri de Daillon du Lude. De celui-ci grand-maître de l'Artillerie de France, ces fiefs passèrent à son légataire Gaspard Ducrot puis à l'héritière de ce dernier, Louise de Salvan, qui épousa Antoine de Montserrat, conseiller au Parlement de Toulouse. Sans enfant de son mariage, Louise de Salvan fit héritière sa cousine Catherine de Fonvieille en faveur de qui ces différents fiefs, furent reconnus en 1743 et 1744 devant Jean Ayme, notaire de Lagarde-Viaur.

### La viguerie de Lagarde-Viaur
Sur le plan judiciaire, le village de Lagarde-Viaur était le siège d'une viguerie et la résidence d'un viguier qui y rendait la justice au nom de l’évêque d’Albi, seigneur du lieu. La juridiction associée s'étendait sur l'ensemble de la communauté de Montirat, mais débordait également en Rouergue, car elle comprenait les hameaux de la Marsalarie, de la Nicouse et de la Capélanie situés dans la paroisse de Saint-André-de-Najac. Il s'agissait d'une justice créée par l'évêque d'Albi pour ces territoires excentrés à une époque que nous ignorons, bien avant la fin du XVIe siècle. Cette viguerie fit vivre dans le village de Lagarde-Viaur jusqu’à la fin du XVIIIe siècle un ensemble de professionnels de la justice : en dehors du viguier lui-même, appelé aussi parfois juge, on rencontrait un procureur juridictionnel, un greffier, un ou plusieurs avocats, un sergent, deux ou trois huissiers. Quelles étaient les principales affaires traitées devant le viguier de Lagarde-Viaur ? On relève dans les registres judiciaires conservés seulement à partir de 1771 : des injures parfois accompagnées de coups, des bruits nocturnes avec violences, des vols de châtaignes, de pommes de terre ou de fruits, des rébellions à des séquestres, des diffamations, des passages sur des propriétés privées, un incendie volontaire, une destruction de porte, un vol de pierres et enfin à plusieurs reprises le délit pour lequel fut poursuivi et emprisonné à Lagarde en 1766 Bernard-François Balssa, le père d’Honoré de Balzac, délit appelé gravidation, ingravidation ou défloration, c’est-à-dire la séduction d’une jeune fille devenue par la suite enceinte.
Le viguier de Lagarde-Viaur au début du XVIIIe siècle  était Simon Tranier (1658-1728) d'abord avocat, marié deux fois dans la noblesse, avec la quercinoise Jeanne de Laborie de Bosredon d'abord, avec Anne de Bouzat, de Pampelonne ensuite. Il fut le grand-père d'un autre Simon Tranier, dit de Candour (1705-1786) qui, de son épouse Jeanne Balard, eut deux fils et deux filles. L'aîné des garçons, Jean-Louis Candour (1743-1816), sera un des premiers maires de la commune de Saint-André-de-Najac, durant la Révolution, sous le seul nom de Candour. Un fils de ce Jean-Louis Candour, Gabriel Marie Bernard Candour (1777-1860), jouera un rôle important dans l’affaire Balssa, affaire qui conduira à la guillotine en 1819 un oncle d’Honoré de Balzac sans doute innocent.
Le rôle judiciaire important de Lagarde-Viaur y favorisa sans doute l’installation d’études notariales. Nous connaissons depuis le XVIe siècle le nom de plusieurs de ces notaires, certains ayant instrumenté simultanément : Cabady, Desever, Blanc, Tranier, Miquel, Malier, Degua (avec trois notaires de ce nom : François à partir de 1630 environ, son fils Nicolas et son petit-fils Pierre, mort en 1731), Massotier, Ayme et à partir de 1770 environ et jusqu’à la fin du XIXe siècle la dynastie de notaires Gardès.

### L’organisation religieuse
Sur le plan religieux, la communauté de Montirat englobait le siège de six paroisses : Saint-Martin de Canezac, Saint-Jacques de Montirat, Saint-Michel-de-Darnis, Saint-Thomas de Lagarde-Viaur, Saint-Christophe et Saint-Dalmaze mais les limites de ces paroisses ne correspondaient pas exactement à celles de la communauté. Par exemple le village de la Borie de Lézan bien que rattaché à la communauté de Montirat dépendait de la paroisse de Notre-Dame des Infournats, dans la communauté de Jouqueviel. L'église de Saint-Martin de Canezac était l'église matrice et jouissait de la primauté vis-à-vis des trois paroisses de Saint-Michel, Montirat et Lagarde-Viaur. Ceci témoigne de l'antériorité du village de Canezac, fondation de l'époque gallo-romaine, sur ceux de Montirat et de Lagarde, datant de l'époque féodale. Le recteur des quatre paroisses était habituellement le même ecclésiastique, nommé par l'évêque d'Albi, le service étant assuré dans les paroisses annexes par un ou plusieurs vicaires. La dédicace à Saint-Thomas de Canterbury (Thomas Becket) de l’église de Lagarde pourrait peut-être s’expliquer par le fait que ce saint fut la victime du roi Henri II d'Angleterre (1152-1190), le mari d’Alienor d’Aquitaine, et que Lagarde était devenue après le traité de Bretigny en 1360 une place forte du roi de France face au Rouergue devenu la possession du roi d’Angleterre. Il reste encore des témoignages de ce rôle défensif de Lagarde avec les vestiges des portes et des tours des anciennes fortifications ainsi qu’avec les meurtrières et les ouvertures pour arquebuses du clocher de l’église et les consoles permettant d’y placer des ouvrages de défense provisoires.
Au XVIIIe siècle, la cure de Canezac faisait partie du district de Pampelonne et comprenait trois annexes : Saint-Jacques de Montirat, Saint-Thomas de Lagarde-Viaur et Saint-Michel-de-Darnis. Le collateur de la cure de Canezac était l'archevêque d'Albi; c'est lui qui en désignait le prêtre bénéficiaire. Pour la plupart des églises du district de Pampelonne, l'archevêque était aussi le décimateur : c'est lui qui percevait les revenus de la dîme, impôt qui frappait toutes les terres. Le revenu annuel de la dîme de la cure de Canezac était en 1775 de 1200 livres.
Depuis le début du XVIe siècle au moins, les cures de Canezac et Lagarde-Viaur étaient quasiment le domaine réservé de la famille Ciron, famille de notaires originaire de Carmaux devenus conseillers au parlement de Toulouse et seigneurs de Carmaux. En 1599, les revenus de la cure de Canezac furent arrentés par le procureur de Jean de Ciron, chanoine de Sainte-Cécile d'Albi et recteur de Canezac à Jean Ciron, prêtre de Lagarde-Viaur. Il s'agissait d'un cousin, une branche cadette des Ciron de Carmaux s'étant établie dans la juridiction de Lagarde-Viaur vers 1570, au moulin de la Marsalarie, de l'autre côté du Viaur, dans la paroisse de Saint-André-de-Najac. Quant à la branche aînée des Ciron, seigneurs de Carmaux, elle s'éteignit dans la première moitié du XVIIIe siècle et ses biens passèrent à la famille de Solages, par le double mariage de Francois Paul de Solages avec Marie de Ciron en 1724 et d'Antoine-Paulin de Solages avec une fille de Charlotte de Ciron en 1737. Les Ciron puis les Solages de Carmaux demeurèrent les « patrons » de plusieurs chapellenies créées par leurs ancêtres dans la communauté de Montirat, en particulier celle du Saint-Sépulcre établie en 1504 par Pierre de Ciron dans l'église de Lagarde-Viaur et celle de Saint-Eutrope dans l'église de Canezac fondée par Guillaume de Ciron vers 1530.

### L’église de Lagarde-Viaur
L'église Saint-Thomas de Cantorbéry de Lagarde-Viaur est en majeure partie gothique et date sans doute de la première moitié du XVIe siècle. Elle comprend une nef à trois travées voûtées en croisées d’ogives, un chevet plat et six chapelles. Le clocher rustique s’élève à vingt-cinq mètres : très massif, il s’en dégage, comme l’a écrit Victor Allègre « un aspect à la fois sévère et fruste par son appareil de schiste irrégulier, ses rares et simples baies en plein cintre sous le toit (deux par face), ses pierres de bourdage, ses meurtrières et ses orifices pour arquebuses ». Les peintures du retable sont du XIXe siècle. À signaler également une croix de pierre sculptée mais endommagée avec une Piéta et un Christ en croix. Un bail à prix fait pour l’horloge de la Garde-Viaur fut conclu le 30 septembre 1691 avec Matthieu Négrier, armurier de Lédergues devant Moulis, notaire du Ségur.
L'église Saint-Thomas de Cantorbéry renferme une croix processionnelle du XVe siècle constituée par des lames d’argent repoussé recouvrant une croix de bois, haute de 75 cm, large de 44. Les extrémités en sont décorées de fleurs de lys précédées de quatre lobes au milieu desquels s’inscrit une croix. Au XVIIIe siècle ont été apposées deux effigies : l’une du Christ et l’autre de la Vierge à l’Enfant.
Une maison religieuse rattachée au couvent de Bor fut créée à Lagarde en 1858 grâce au soutien de Mlle Victoire Tranier qui prêta un local à deux religieuses de Bor (commune de Bor-et-Bar) permettant d’y ouvrir une école de jeunes filles. Ce fut là que mourut la sœur Ste Marie Hournarette, supérieure de ce vicariat. Cette institution subsista jusqu’à la séparation de l’église et de l’état. Plus tard, l’école devint communale. Après la mort de Victoire Tranier, l’école libre avait été installée dans une maison du village léguée par testament par l’abbé Cathala, curé de Mirandol-Bourgnounac. À la paroisse de Lagarde-Viaur, était rattaché avant la Révolution un couvent de moines capucins appelé l'Ermitage Saint-Joseph de la forêt, cité dès 1660 avec deux frères ermites: Michel-Emmanuel de Nantilly et Alexis Guittard. Il fut supprimé en 1790.

### Les faits marquants de l’histoire de Montirat et Lagarde-Viaur
En 1709, la population de la communauté de Montirat était de 1400 habitants; en 1790 elle s'élevait à 1785 habitants. Dans la communauté elle-même, les villages ou hameaux les plus peuplés d'après le cadastre de 1644 étaient celui de Lagarde-Viaur (64 propriétaires pour le village et 21 pour les faubourgs) suivi de celui de Montirat (34 propriétaires).
Parmi les évènements associés à l’histoire de Montirat et Lagarde-Viaur et qui méritent d’être signalés, il faut noter l’emprisonnement au « château » de Lagarde (sans doute la grande maison à quatre étages au cœur du village) en 1766 de Bernard-François Balssa pour avoir séduit et mise enceinte une jeune fille de la paroisse de Canezac, Marianne Mouychoux qu’il refusa d’épouser ; ce fut cet événement qui entraîna son départ définitif de la terre natale vers Albi et Toulouse puis Paris où il se maria en 1797 à l’âge de 51 ans. Il deviendra en 1799 le père du romancier Honoré de Balzac qui a situé l’action d’un de ses romans de jeunesse Clotilde de Lusignan dans un village provençal nommé « Montyrat » !
La tradition orale a conservé aussi le souvenir du passage à Lagarde-Viaur de Jean Jaurès durant ses campagnes électorales dans la circonscription de Carmaux où il affrontait le marquis de Solages. Le célèbre tribun socialiste y avait à plusieurs reprises prononcé un discours depuis le balcon d’une des maisons du hameau de Canezac.
De la famille Ginestel, la plus riche du village au XVIe siècle descendent le célèbre navigateur albigeois Lapérouse  et Émilie de Rodat, la sainte du Rouergue. À noter que les familles paternelles de Lapérouse et de Sainte Emilie de Rodat, les Galaup et les Rodat, étaient elles aussi originaires de la vallée du Viaur, entre Mirandol et Tanus.

### Héraldique
| Blason | Blasonnement : De gueules chaussé d'argent. |

## Politique et administration
| Période                                  | Période      | Identité      | Étiquette | Qualité |
| ---------------------------------------- | ------------ | ------------- | --------- | ------- |
| mars 1971                                | mai 1998     | Louis Blanc   |           |         |
| mai 1998                                 | janvier 2015 | Francis Bosc  |           |         |
| février 2015                             | En cours     | Xavier Ichard |           |         |
| Les données manquantes sont à compléter. |              |               |           |         |

## Démographie
| 1793  | 1800  | 1806  | 1821  | 1831  | 1836  | 1841  | 1846  | 1851  |
| ----- | ----- | ----- | ----- | ----- | ----- | ----- | ----- | ----- |
| 1 980 | 1 839 | 1 842 | 1 933 | 2 026 | 2 230 | 2 239 | 2 227 | 2 370 |

| 1856  | 1861  | 1866  | 1872  | 1876  | 1881  | 1886  | 1891  | 1896  |
| ----- | ----- | ----- | ----- | ----- | ----- | ----- | ----- | ----- |
| 2 526 | 2 502 | 2 535 | 2 384 | 1 831 | 1 787 | 1 699 | 1 592 | 1 569 |

| 1901  | 1906  | 1911  | 1921  | 1926 | 1931 | 1936 | 1946 | 1954 |
| ----- | ----- | ----- | ----- | ---- | ---- | ---- | ---- | ---- |
| 1 555 | 1 425 | 1 134 | 1 018 | 955  | 906  | 856  | 757  | 709  |

| 1962 | 1968 | 1975 | 1982 | 1990 | 1999 | 2006 | 2011 | 2016 |
| ---- | ---- | ---- | ---- | ---- | ---- | ---- | ---- | ---- |
| 649  | 555  | 462  | 386  | 336  | 319  | 265  | 261  | 250  |

| 2021 | 2022 | - | - | - | - | - | - | - |
| ---- | ---- | - | - | - | - | - | - | - |
| 260  | 266  | - | - | - | - | - | - | - |

## Économie

### Revenus
En 2018, la commune compte 125 ménages fiscaux, regroupant 259 personnes. La médiane du revenu disponible par unité de consommation est de 18 490 € (20 400 € dans le département).

### Emploi
|                | 2008  | 2013  | 2018  |
| -------------- | ----- | ----- | ----- |
| Commune        | 5,5 % | 8,8 % | 6,9 % |
| Département    | 8,2 % | 9,9 % | 10 %  |
| France entière | 8,3 % | 10 %  | 10 %  |

En 2018, la population âgée de 15 à 64 ans s'élève à 131 personnes, parmi lesquelles on compte 68,6 % d'actifs (61,7 % ayant un emploi et 6,9 % de chômeurs) et 31,4 % d'inactifs,. Depuis 2008, le taux de chômage communal (au sens du recensement) des 15-64 ans est inférieur à celui de la France et du département.
La commune est hors attraction des villes,. Elle compte 40 emplois en 2018, contre 52 en 2013 et 57 en 2008. Le nombre d'actifs ayant un emploi résidant dans la commune est de 83, soit un indicateur de concentration d'emploi de 48,3 % et un taux d'activité parmi les 15 ans ou plus de 42,1 %.
Sur ces 83 actifs de 15 ans ou plus ayant un emploi, 37 travaillent dans la commune, soit 45 % des habitants. Pour se rendre au travail, 73,6 % des habitants utilisent un véhicule personnel ou de fonction à quatre roues, 8,4 % s'y rendent en deux-roues, à vélo ou à pied et 18 % n'ont pas besoin de transport (travail au domicile).

### Activités hors agriculture
20 établissements sont implantés  à Montirat au 31 décembre 2019.
Le secteur des autres activités de services est prépondérant sur la commune puisqu'il représente 20 % du nombre total d'établissements de la commune (4 sur les 20 entreprises implantées  à Montirat), contre 9 % au niveau départemental.

### Agriculture
La commune est dans le Segala, une petite région agricole située dans le nord-est du département du Tarn. C’est la relative pauvreté du sol de cette région où ne poussait jadis que le seigle qui a donné son nom à cette aire géographique. Situé en moyenne altitude, le Ségala s’étend sur des territoires vallonnés et riches en schiste. En 2020, l'orientation technico-économique de l'agriculture  sur la commune est l'élevage de bovins, pour la viande.
|               | 1988  | 2000  | 2010  | 2020  |
| ------------- | ----- | ----- | ----- | ----- |
| Exploitations | 77    | 49    | 38    | 33    |
| SAU (ha)      | 1 890 | 1 880 | 1 716 | 1 342 |

Le nombre d'exploitations agricoles en activité et ayant leur siège dans la commune est passé de 77 lors du recensement agricole de 1988  à 49 en 2000 puis à 38 en 2010 et enfin à 33 en 2020, soit une baisse de 57 % en 32 ans. Le même mouvement est observé à l'échelle du département qui a perdu pendant cette période 58 % de ses exploitations,. La surface agricole utilisée sur la commune a également diminué, passant de 1 890 ha en 1988 à 1 342 ha en 2020. Parallèlement la surface agricole utilisée moyenne par exploitation a augmenté, passant de 25 à 41 ha.

## Culture locale et patrimoine

### Lieux et monuments

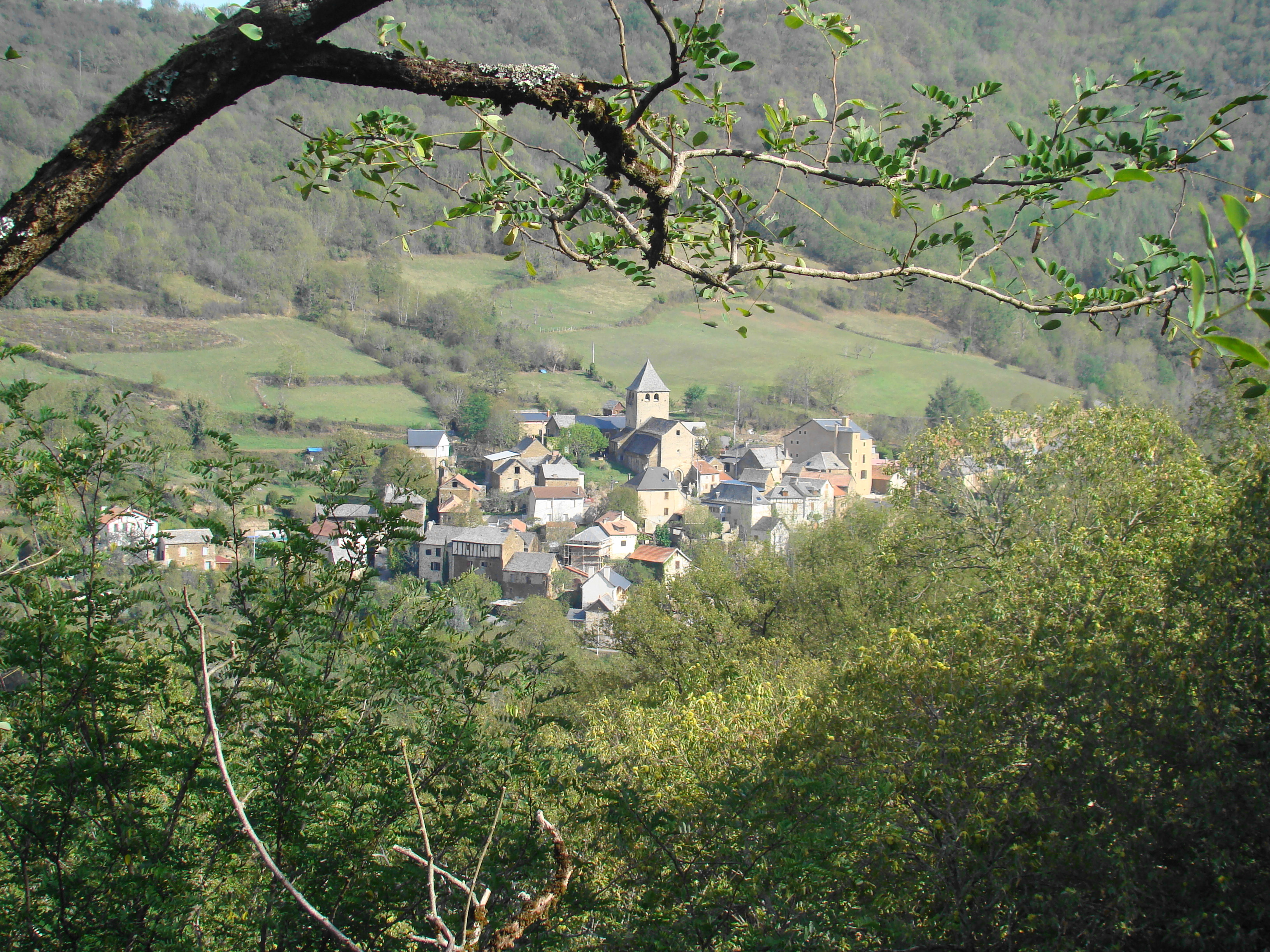
Le hameau de Lagarde-Viaur et son église.

- Au lieu-dit Canezac, stèle édifiée le 17 novembre 1936[45] conformément au vœu du conseil général du Tarn en date du 16 avril 1934, dédiée « aux ancêtres d'Honoré de Balzac ». À proximité, à La Nougayrié, se trouve en effet la maison natale de Bernard-François Balssa, père de l'écrivain. Sur les origines de l'écrivain, voir l'article Généalogie d'Honoré de Balzac.
- Église Saint-Thomas de Cantorbéry de Lagarde-Viaur : croix processionnelle du XVe siècle et retable[46]. L'édifice a été inscrit au titre des monuments historiques en 2008[47]. Plusieurs objets sont référencés dans la base Palissy (voir les notices liées)[47].
- Église Saint-Jacques de Montirat. L'édifice a été inscrit au titre des monuments historiques en 1992[48]. Plusieurs objets sont référencés dans la base Palissy (voir les notices liées)[48].
- Église Saint-Martin de Canezac.
- Église Saint-Michel de Darnis.

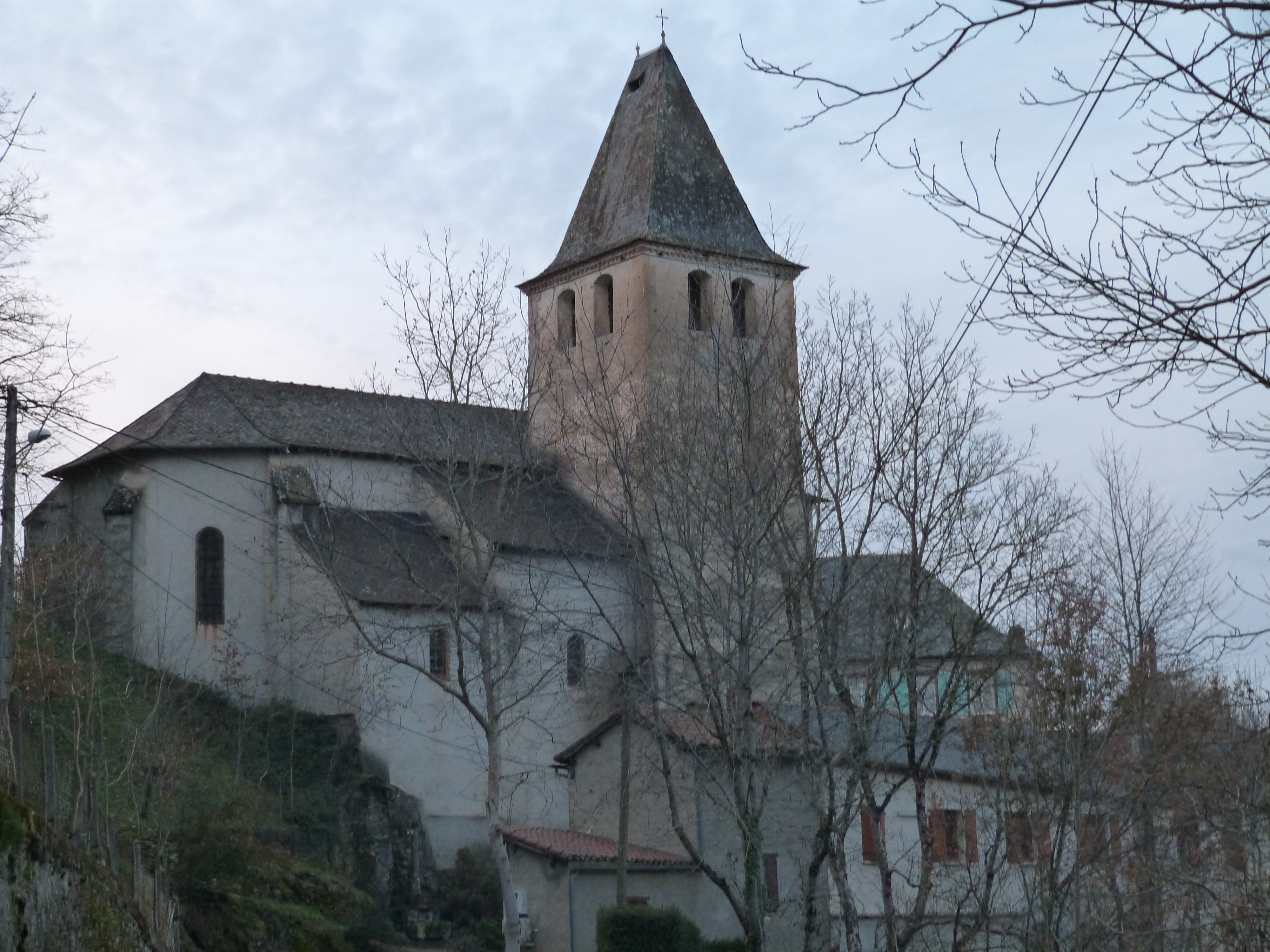
Église Saint-Jacques de Montirat.
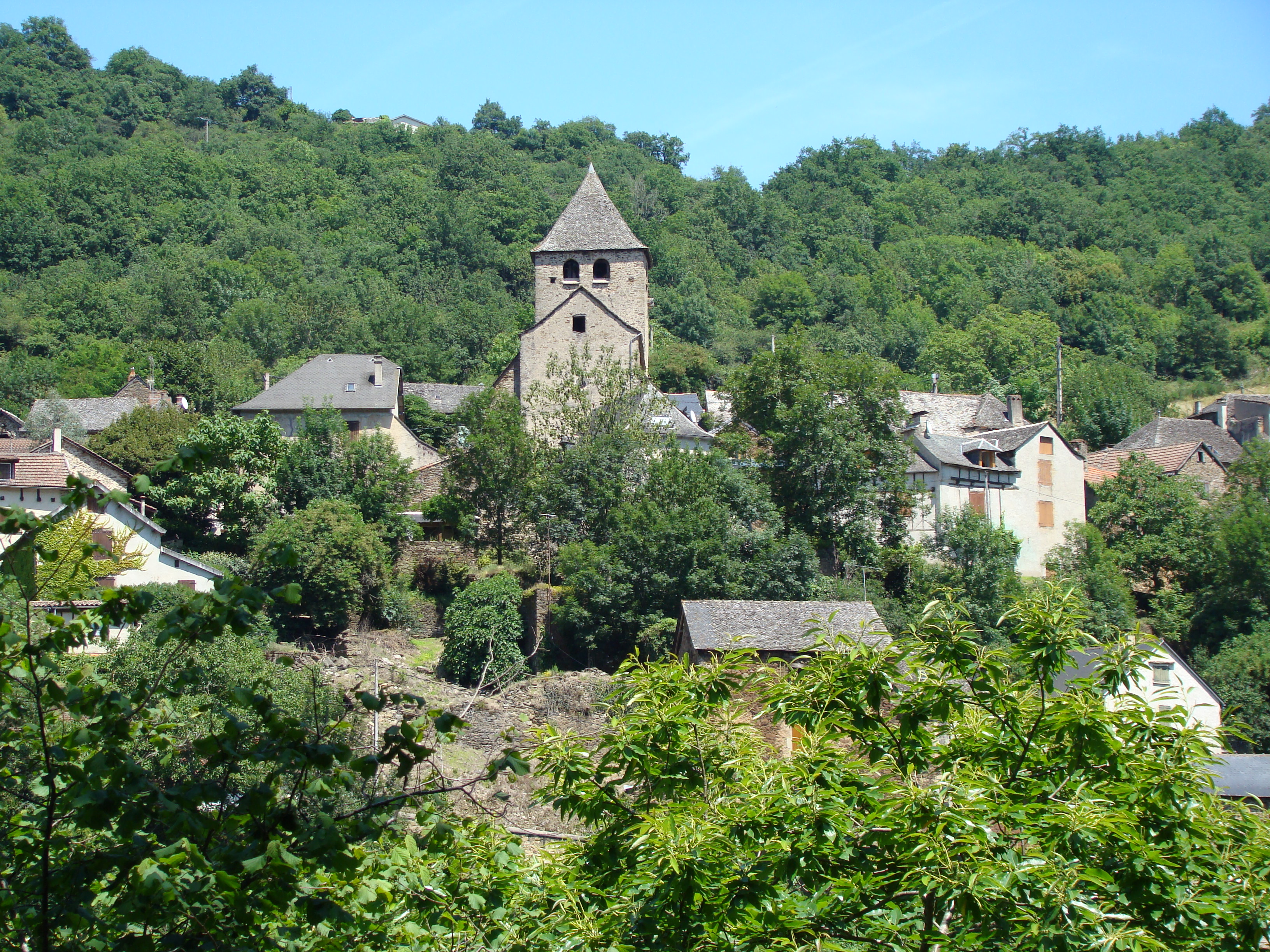
Église Saint-Thomas-de-Cantorbéry de Lagarde-Viaur.
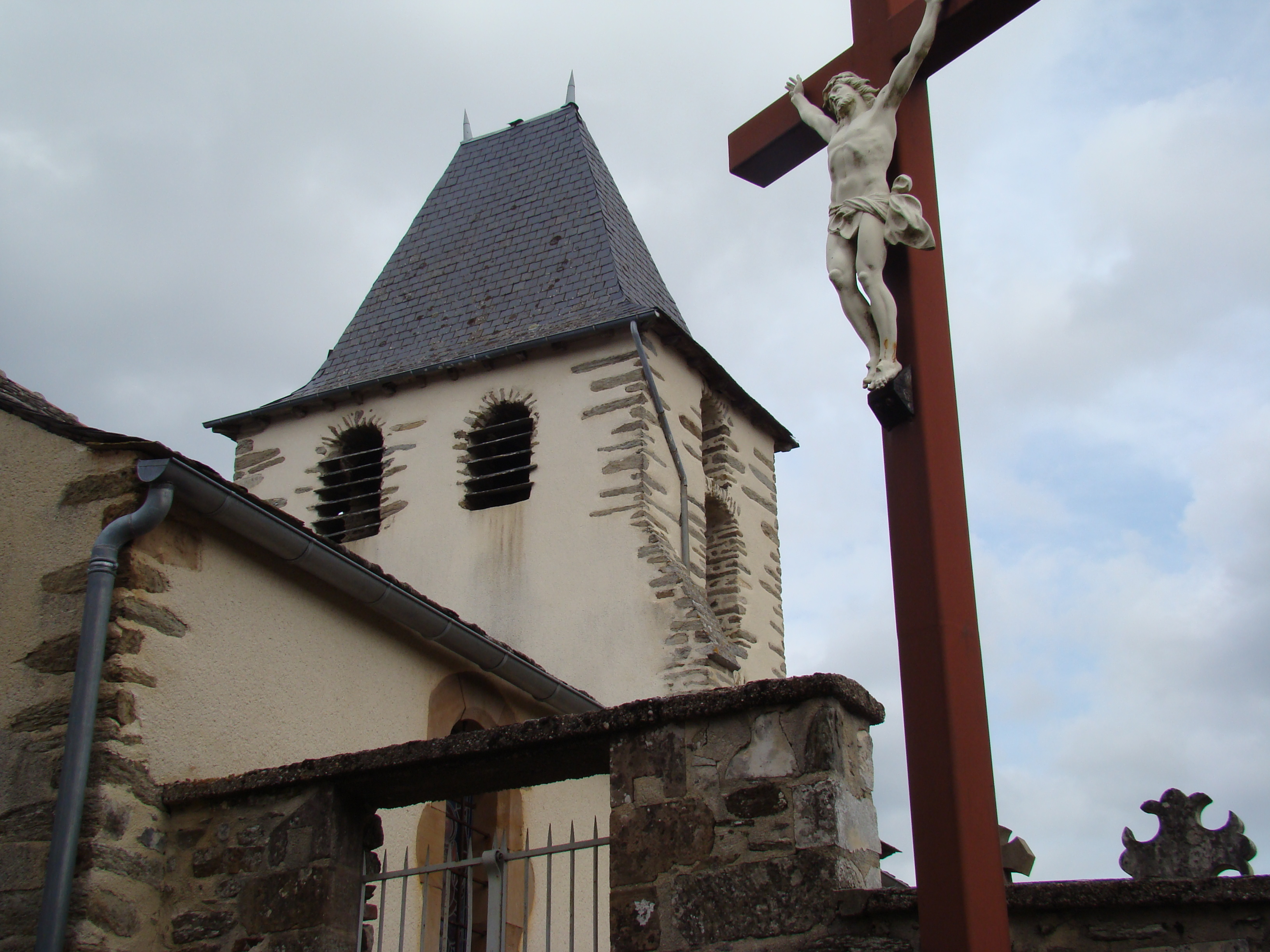
Église Saint-Martin de Canezac.
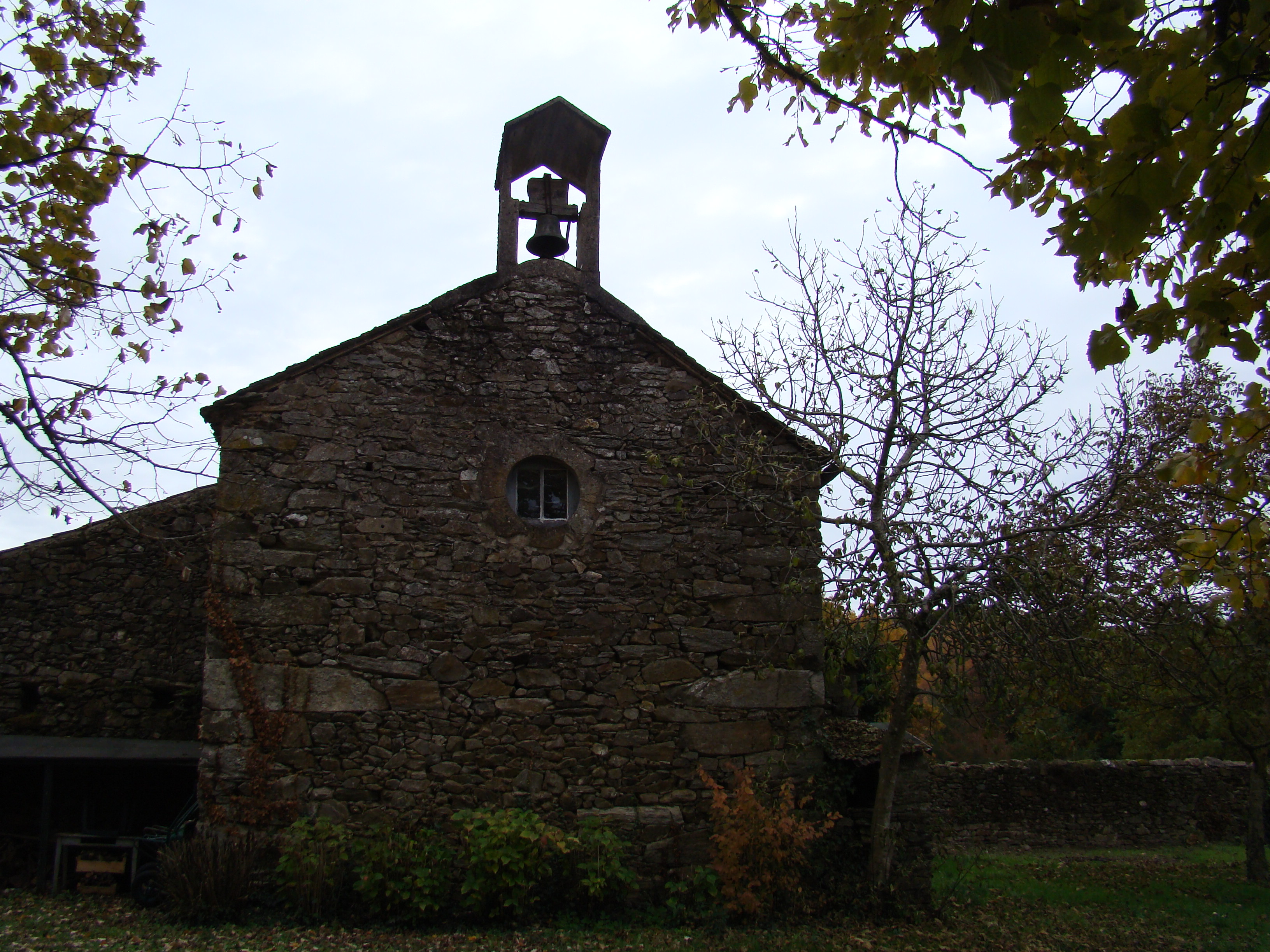
Église Saint-Michel de Darnis.

### Manifestation culturelle
- Festival « Balzac, le fantastique et la vallée du Viaur » - Site du festival -

### Personnalités liées à la commune
- Bernard-François Balssa[49], né à Montirat le 22 juillet 1746, père d'Honoré de Balzac.